# Vít Pohanka
Vít Pohanka (* 5. října 1966 Žďár nad Sázavou) je český novinář, rozhlasový zahraniční zpravodaj, redaktor a překladatel

## Životopis
Vít Pohanka se narodil 5. října 1966 v Žďáru nad Sázavou.[ve zdroji nenalezeno] Vystudoval češtinu a angličtinu na filozofické fakultě Univerzity Palackého, kde byl roku 1989 členem stávkového výboru. Během studia absolvoval v roce 1988 studijní stáž na Škole slovanských a východoevropských studií v Londýně. Pracoval v České televizi jako redaktor Studia 6, v pařížské pobočce UNESCO jako programový pracovník a v české redakci BBC v Praze a v Londýně. Od roku 2002 pracoval jako redaktor zahraniční redakce a zvláštní zpravodaj Českého rozhlasu v různých zemích světa a oblastech konfliktů. V roce 2004 byl jako zpravodaj Radiožurnálu spolu s reportérem ČT Michalem Kubalem a kameramanem ČT Petrem Klímou unesen v Iráku na cestě z Baghdádu do Jordánska iráckými ozbrojenci. V letech 2006-2007 by stálým zpravodajem Českého rozhlasu při EU a NATO v Bruselu. Pak působil v letech 2008-2013 jako zpravodaj ve Spojených státech, v letech 2014-2017 ve Varšavě. Po vypuknutí války na východní Ukrajině mnohokrát navštívil Kyjev a Donbas. V letech 2017–2024 byl novinářem na volné noze a od roku 2024 pracuje jako redaktor anglické redakce Radio Prague International.
Spolu s Martinem Konvičkou se podílel na překladu knihy Petera Padfielda Himmler: Reischsfuehrer SS z roku 1996.

## Ocenění
Roku 2016 převzal pamětní medaili u příležitosti 70. výročí obnovení Univerzity Palackého za zásluhy o mimořádnou reprezentaci své alma mater a šíření jejího dobrého jména ve veřejném prostoru.